# Утозеро (озеро, Карелия)
Утозеро — озеро на территории Коткозерского сельского поселения Олонецкого района Олонецкого района Республики Карелия.

## Общие сведения
Площадь озера — 2,3 км², площадь водосборного бассейна — 570 км². Располагается на высоте 70,4 метров над уровнем моря.
Форма озера сильно вытянуто с севера на юг. Берега каменисто-песчаные, преимущественно возвышенные.
С севера в озеро впадает протока (из озера Сигозеро), в которую втекает река Люба, несущая воды из озёр Кескозеро и Мяйнтагайне.
С запада в Утозеро впадает река Топорная.
Из южной оконечности Утозера берёт начало река Олонка.
На западе озера расположен один некрупный остров без названия.
На северо-восточном берегу озера располагается деревня Утозеро, к которой подходит дорога местного значения 86К-185 («Коткозеро — Вагвозеро»).
Код объекта в государственном водном реестре — 01040300221402000014655.